# 양양종합스포츠타운
양양종합스포츠타운(襄陽綜合스포츠타운, Yangyang Sports Town)은 대한민국 강원특별자치도 양양군에 있는 스포츠 시설이다. 인조잔디 필드와 우레탄 트랙이 갖춰져 있는 경기장이며, 2012년 6월에 준공되었다.

## 참고 문헌
- “체육시설 소개”. 양양군청.
- 《2019년 전국 공공체육시설 현황 (2018년말 기준)》. 대한민국 문화체육관광부. 2020.